# Edmund Skalski
Edmund Stanisław Skalski (ur. 18 września 1954, zm. 8 stycznia 2025 w Gdyni) – polski duchowny rzymskokatolicki, doktor nauk teologicznych, kapelan honorowy Jego Świątobliwości, infułat kapitulny archidiecezji gdańskiej, proboszcz parafii św. Maksymiliana Marii Kolbego w Gdyni w latach 1988–2008, proboszcz parafii NMP Królowej Polski w Gdyni w latach 2008–2025, dziekan Dekanatu Gdynia Śródmieście w latach 2014–2024, członek Rady Kapłańskiej archidiecezji gdańskiej.

## Życiorys
Pochodził z dekanatu Zblewo. Krewny biskupa Jana Bernarda Szlagi – ordynariusza pelplińskiego. Absolwent Wyższego Seminarium Duchownego w Pelplinie. 29 kwietnia 1979 otrzymał święcenia kapłańskie i rozpoczął posługę na terenie diecezji chełmińskiej jako wikariusz parafialny w Kamieniu Krajeńskim, następnie w Gdyni. Od 15 czerwca 1988 był proboszczem parafii św. Maksymiliana Marii Kolbego w Gdyni. W wyniku reorganizacji Kościoła katolickiego w Polsce w 1992 (Totus Tuus Poloniae populus) inkardynowany do archidiecezji gdańskiej. 1 listopada 2008 został proboszczem parafii Najświętszej Marii Panny Królowej Polski w Gdyni oraz wicedziekanem Dekanatu Gdynia-Śródmieście. Od 1 listopada 2014 do listopada 2024 był dziekanem tego dekanatu.
19 marca 2001 Rada Wydziału Teologicznego Uniwersytetu Kardynała Stefana Wyszyńskiego w Warszawie nadała mu stopień doktora nauk teologicznych w specjalności liturgika na podstawie pracy pt. „Pastoralno-liturgiczne funkcje rodziny w polskiej literaturze posoborowej”. Promotorem pracy był ks. prof. Jerzy Lewandowski. Od 1993 ks. Edmund Skalski był wykładowcą w Gdańskim Seminarium Duchownym, a od 2001 w Wyższym Seminarium Duchownym Diecezji Pelplińskiej.
W 1999 otrzymał tytuł kanonika honorowego Kapituły Katedralnej Pelplińskiej. 22 stycznia 2003 papież Jan Paweł II nadał mu godność honorową kapelana Jego Świątobliwości. Od 16 lutego 2010 był prepozytem Kapituły Kolegiackiej Gdyńskiej. W latach 2003–2014 pełnił funkcję głównego ceremoniarza archidiecezjalnego. W strukturach archidiecezji gdańskiej został przewodniczącym Komisji Liturgicznej (od 2003) oraz członkiem Rady Kapłańskiej i Kolegium Konsultorów (od 2011). 30 czerwca 2020 abp Sławoj Leszek Głódź nadał ks. prał. Edmundowi Skalskiemu tytuł honorowy infułata kapitulnego przy Kapitule Kolegiackiej Gdyńskiej.
W latach 2018–2019 przeprowadził remont kolegiaty gdyńskiej, zakończony podniesieniem kościoła do rangi bazyliki mniejszej.
Kapelan Komendy Miejskiej Państwowej Straży Pożarnej w Gdyni. Naczelny Kapelan Związku Piłsudczyków RP.
Zmarł 8 stycznia 2025 roku, po ciężkiej chorobie, na plebanii parafii Najświętszej Maryi Panny Królowej Polski w Gdyni. Miał 70 lat. Został pochowany 13 stycznia na cmentarzu Witomińskim.

## Publikacje
- Zakrystian i jego posługa. Pelplin: Wydawnictwo Bernardinum, 1998. ISBN 978-83-7380-796-9. Brak numerów stron w książce
- Droga krzyżowa. Gorzkie żale. Pelplin: Wydawnictwo Bernardinum, 2004. ISBN 978-83-7380-145-5. Brak numerów stron w książce
- Z Panem Bogiem. Pelplin: Wydawnictwo Bernardinum, 2016. ISBN 978-83-7823-875-1. Brak numerów stron w książce

## Ordery i odznaczenia
- Krzyż Kawalerski Orderu Odrodzenia Polski (4 stycznia 2024)[16]
- Złoty Krzyż Zasługi (18 marca 2019)[17]